# Docalidia brevis
Docalidia brevis är en insektsart som beskrevs av Nielson 1979. Docalidia brevis ingår i släktet Docalidia och familjen dvärgstritar. Inga underarter finns listade i Catalogue of Life.